# Wspólnota administracyjna Buttelstedt
Wspólnota administracyjna Buttelstedt (niem. Verwaltungsgemeinschaft Buttelstedt) – dawna wspólnota administracyjna w Niemczech, w kraju związkowym Turyngia, w powiecie Weimarer Land. Siedziba wspólnoty znajdowała się w mieście Buttelstedt.
Wspólnota administracyjna zrzeszała osiem gmin, w tym jedną gminę miejską (Stadt) oraz siedem gmin wiejskich: 
1. Buttelstedt
2. Großobringen
3. Heichelheim
4. Kleinobringen
5. Leutenthal
6. Rohrbach
7. Sachsenhausen
8. Wohlsborn

31 grudnia 2013 wspólnota została rozwiązana, a jej gminy po połączeniu z gminami wspólnoty administracyjnej Berlstedt utworzyły nową wspólnotę administracyjną Nordkreis Weimar.